# Austrochaperina adamantina
Austrochaperina adamantina és una espècie de granota que viu a Papua Nova Guinea.